# Ткачикові
Тка́чикові (Ploceidae) — родина горобцеподібних птахів, що включає 15 родів і 117 видів. Представники родини мешкають в Африці, Азії та на островах Індійського океану.

## Опис
Ткачикові — це птахи дрібного і середнього розміру, за будовою тіла подібні до в'юркових. Середня довжина їх тіла становить від 8 до 24 см, а вага від 15 до 100 г. Голови ткачикових округлі, відносно великі; у деяких видів на голові є чуб. Дзьоб короткий, гострий, конічної форми. Ніздрі розташовані біля основи наддзьобка і зазвичай не прикрите пір'ям. Шия коротка, крила відносно короткі, округлі, першорядних махових пер 10. Хвости короткі або середньої довжини, заокруглені або з рівними краями, стернових пер 12. Самці роду Вайдаг (Euplectes) мають дуже довгі хвости з видовженими центральними стерновими перами. Ткачиковим притаманний статевий диморфізм. Самці часто мають яскраве, червоне або жовто-чорне забарвлення. Забарвлення самиць переважно непримітне, коричневе.

## Поведінка і екологія
Ткачикові живуть переважно на відкритих місцевостях, зокрема в саванах, ведуть осілий спосіб життя. Живляться насінням, зерном, плодами, комахами і нектаром. Вони часто утворюють великі зграї, які можуть шкодити посівам. Так, зграї червонодзьобих квелій можуть включати до 100 тисяч птахів, які за день можуть долати відстаноь у 1000 км. Популяція червонодзьобих квелій може досягати 1,5 млрд птахів. Цей вид вважається найчисельнішим серед усіх диких птахів світу.
Ткачикові отримали свою назву завдяки своїм майстерно звитим гніздам. Переважно яскраво забарвлені і полігамні самці ткачикових в'ють гнізда з лози, листя, тонких і гнічних рослинних волокон, пір'я або шерсті. Потім вони демонструють гніздо самиці, намагаючись її привабити. У багатьох видів самці будують декілька гнізд, аби гарантувати, що самиця обере принаймні одне з них. Коли самиця обирає гніздо, вона розбудовоє його, розширюючи об'єм. Гнізда зазвичай мають кулясту або пляшкоподібну форму, вхід до них розташовується збоку або знизу. Форма гнізда і техніка його побудови різниться в залежності від виду. У деяких видів, зокрема у короткокрилих ткачиків, гніздо має довгий, трубкоподібний вхід. Птахи спочатку створюють каркас гнізда, який прикріплюється до гілок, кущів або очерету за допомогою спеціально звитих гачків і петель.
Окремі етапи побудови гнізда на прикладі іржастощокого ткачика:

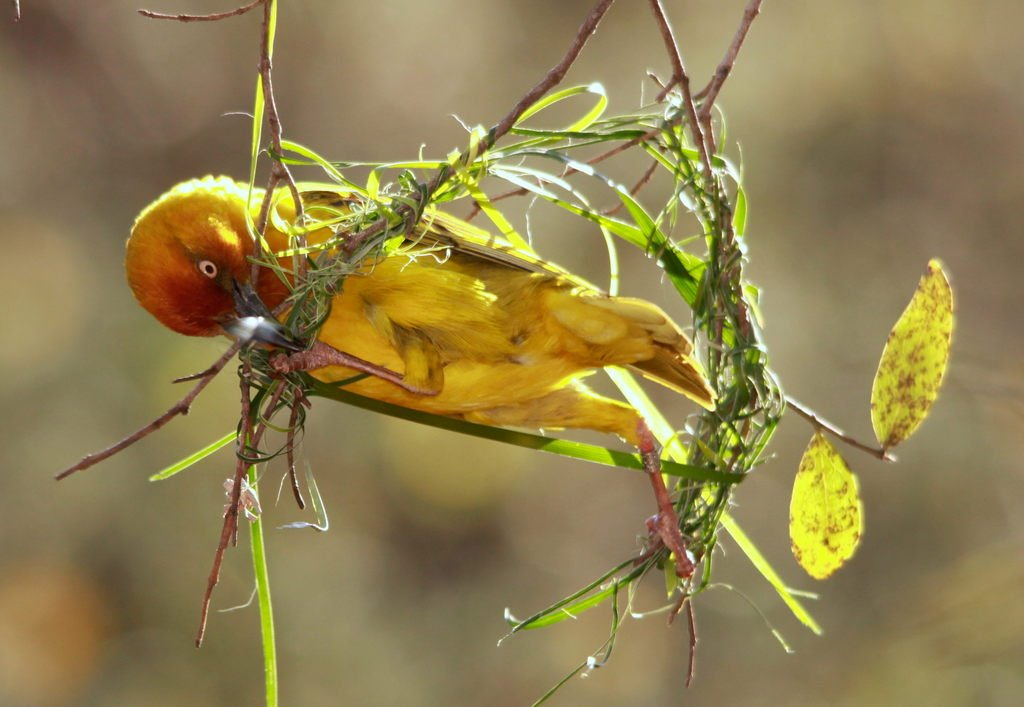
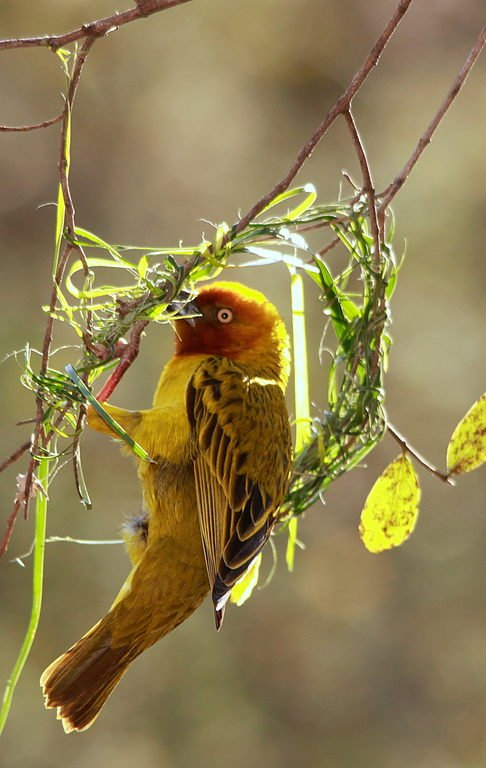
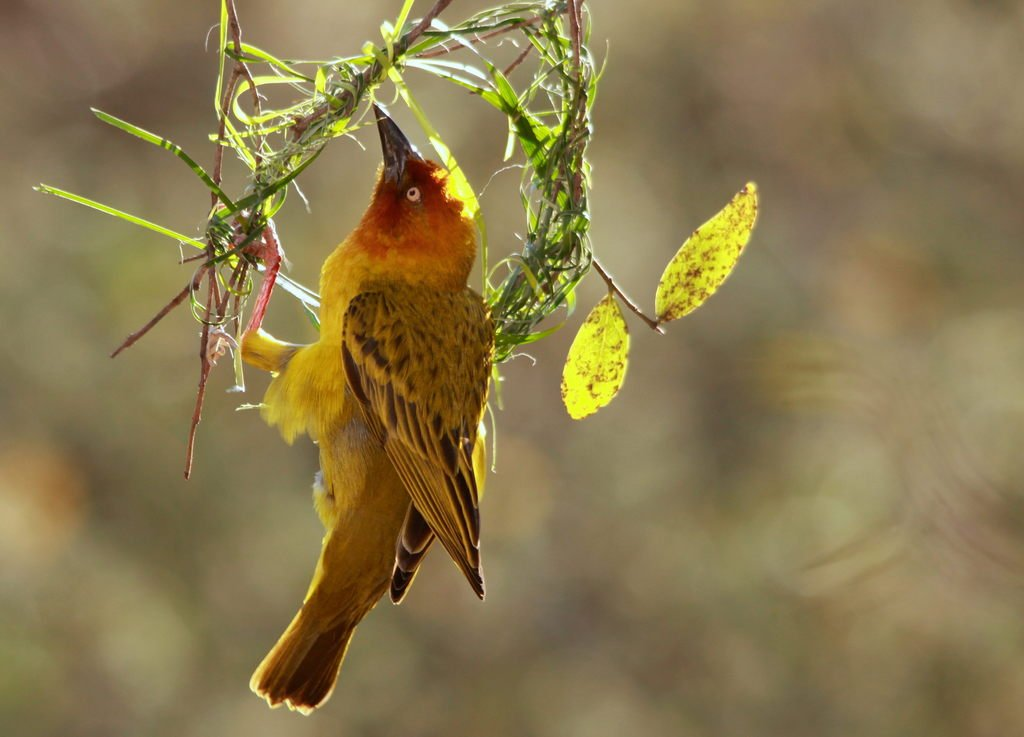
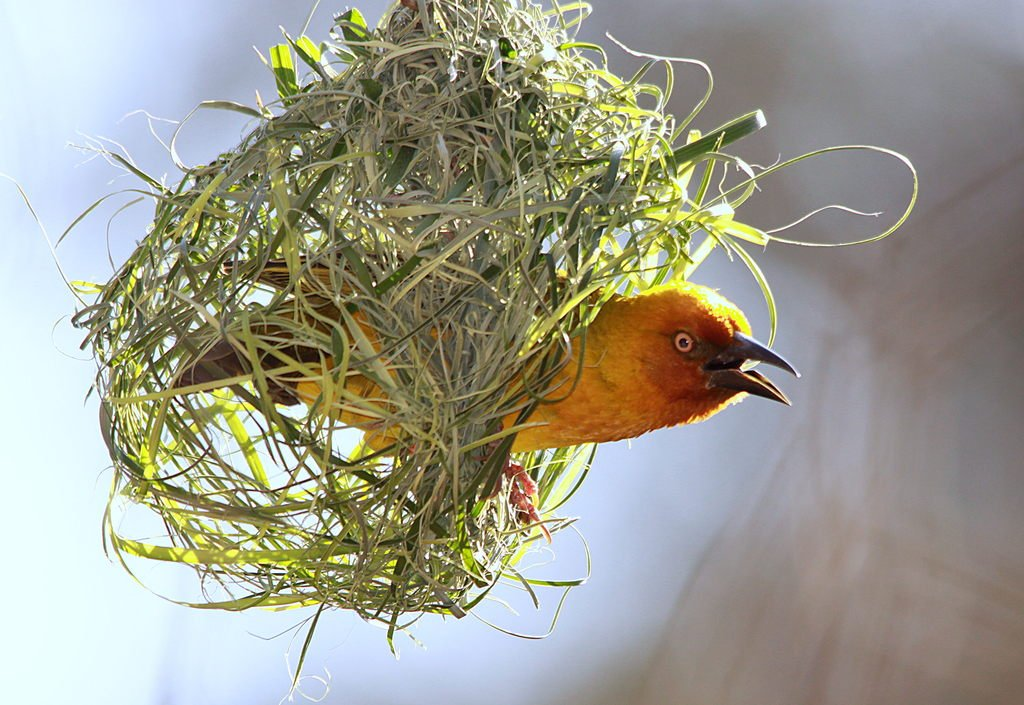
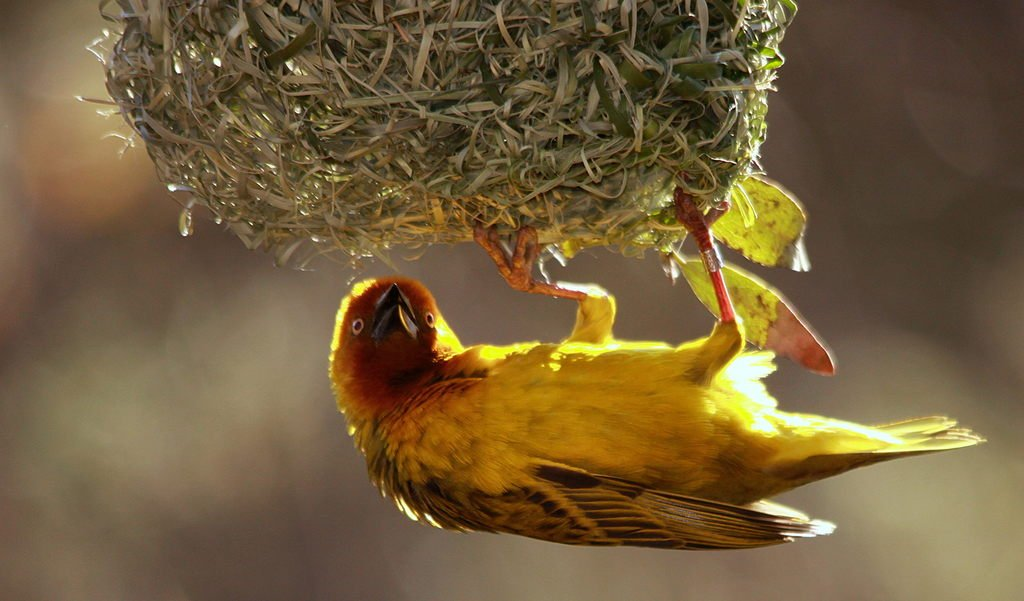

Деякі види ткачикових гніздяться великими колоніями. Наприклад, гніздо магалі-снувальників, яке самці колективно будують на дереві може досягати розмірів 3×4,5 м. Воно є розділеним на багато відокремлених секцій і в ньому може жити від 100 до 300 пар птахів. Гніздо постійно надбудовується. Іноді навіть трапляється, що дерева або телефонні стовпи, на яких воно розміщується, не витримують ваги і падають.
Більшість ткачикових досягають статевої зрілості у віці 9-10 місяців, деякі тропічні види раніше — в 4-5 місяців, деякі інші — лише у віці 2 років. В кладці зазвичай від 3 до 7 яєць, забарвлення яких переважно пістряве. Інкубаційний період триває від 11 до 16 днів, пташенята покидають гніздо через 2-3 тижні після вилуплення. За сезон може вилупитися до 3 кладок. У деяких видів насиджуванням яєць і доглядом за потомством займається лише самиця. у інших — і самиця, і самець.

## Систематика і таксономія
Родина ткачикових була введена шведським зоологом Карлом Сундевалєм у 1836 році. Філогенетичні дослідження показали, що ця родина є сестринською по відношенню до клади, що включає родини вдовичкових (Viduidae) і астрильдових (Estrildidae). Їх загальний предок жив у середньому міоцені, приблизно 18 млн років назід, імовірно, в Африці.
За класифікацією, утвердженою Міжнародною спілкою орнітологів, виділяють 15 родів і 117 видів
- Підродина Алектні (Bubalornithinae)
  - Алекто (Bubalornis) — 2 види
  - Білоголовий алекто (Dinemellia) — 1 вид (рід монотиповий)
- Підродина Магалійні (Plocepasserinae)
  - Магалі (Plocepasser) — 4 види
  - Танзанійський магалі (Histurgops) — 1 вид (рід монотиповий)
  - Громадник (Pseudonigrita) — 2 види
  - Магалі-снувальник (Philetairus) — 1 вид (рід монотиповий)
  - Магалі-вусань (Sporopipes) — 2 види
- Підродина Білолоботкачичні (Amblyospizinae)
  - Білолобий ткачик (Amblyospiza) — 1 вид (рід монотиповий)
- Підродина Ткачичні (Ploceinae)
  - Ткачик (Ploceus) — 64 види
  - Малімб (Malimbus) — 10 видів
  - Червоноголовий малімб (Anaplectes) — 1 вид (рід монотиповий)
  - Квелія (Quelea) — 3 види
  - Фуді (Foudia) — 7 видів
  - Короткохвостий ткачик (Brachycope) — 1 вид (рід монотиповий)
  - Вайдаг (Euplectes) — 17 видів